# Plectrocnemia caudata
Plectrocnemia caudata là một loài Trichoptera trong họ Polycentropodidae. Chúng phân bố ở miền Australasia.